# Katastrofa lotu RusAir 9605
Katastrofa lotu RusAir 9605 – wydarzyła się 20 czerwca 2011 roku w Rosji. Należący do RusAir Tupolew Tu-134, lecący z Moskwy do Pietrozawodska, rozbił się 700 metrów przed pasem startowym podczas podchodzenia do lądowania. W wyniku katastrofy śmierć na miejscu poniosły 44 osoby, a osiem w stanie krytycznym trafiło do szpitala. W następnych dniach po katastrofie, w szpitalach zmarły trzy ranne osoby, przez co liczba ofiar wzrosła do 47 osób.

## Przebieg lotu

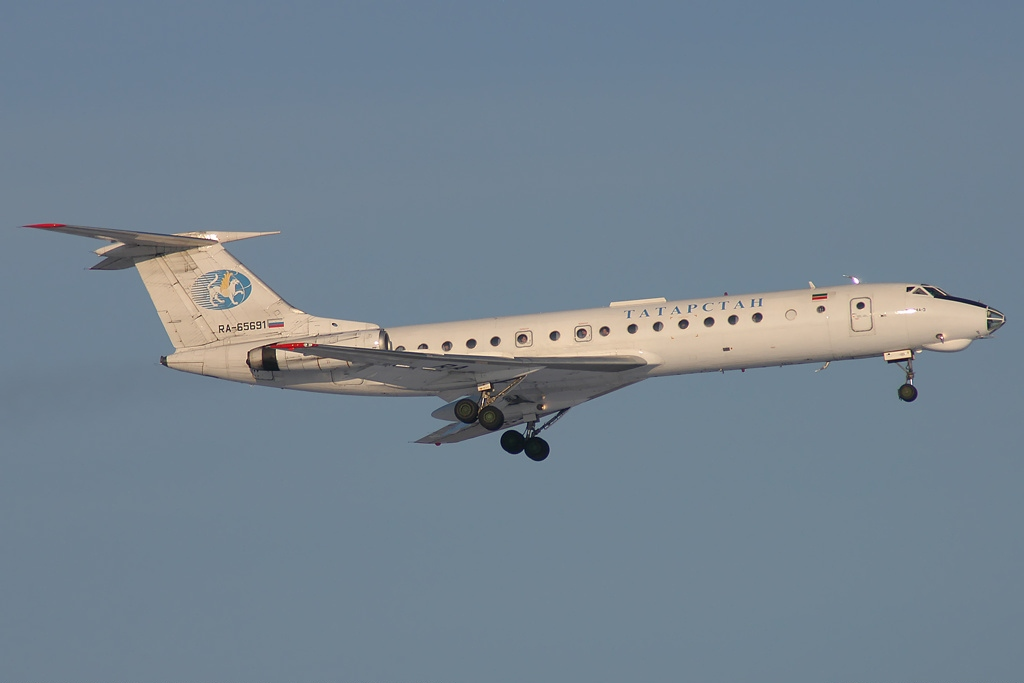
Tupolew Tu-134, który uległ katastrofie (nr. rej. RA-65691). Zdjęcie wykonano na lotnisku Domodiedowo w Moskwie, w lutym 2009 roku.

Samolot Tu-134 linii RusAir wystartował z moskiewskiego Domodiedowa o godzinie 22.30, z planowanym czasem lądowania - 00:04. Kapitanem samolotu był Aleksandr Fiodorow, a drugim pilotem był Siergiej Kariakin. Maszyna podchodziła do lądowania, gdy 14 sekund przed katastrofą, nawigator zalecił odejście na drugi krąg. Samolot zniżał lot zbyt szybko i znajdował się niżej niż powinien na tym etapie lotu. Obaj piloci zlekceważyli nawigatora i skupili się na wypatrywaniu progu pasa startowego. Kilka sekund później, Tupolew zaczął ścinać wierzchołki drzew, a także zawadził o linię wysokiego napięcia. Następnie przechylił się na prawo i rozbił się tuż obok drogi prowadzącej na lotnisko w Pietrozawodsku i zaledwie 20 metrów od najbliższych domów. Po katastrofie, wrak samolotu stanął w płomieniach.

## Przyczyny katastrofy
Według raportu końcowego komisji MAK, opublikowanego 19 września 2011, przyczyną katastrofy samolotu Tu-134A RA-65691 przy wykonywaniu podejścia do lądowania w warunkach gorszych od minimów meteorologicznych lotniska było nieprzyjęcie przez załogę samolotu decyzji o odejściu na drugi krąg i zejście samolotu poniżej ustanowionej minimalnej bezpiecznej wysokości w warunkach braku kontaktu wzrokowego ze światłami drogi startowej i naziemnymi punktami orientacyjnymi, co doprowadziło do zderzenia z drzewami i ziemią. W raporcie komisja wskazuje także fakt, że nawigator samolotu był pijany.

## Narodowości pasażerów i załogi
Na pokładzie samolotu znajdowało się czterech obcokrajowców oraz czteroosobowa rodzina z podwójnym obywatelstwem: Rosji i USA, wszyscy zginęli.
Jak podają media, w samolocie znajdował się również sędzia FIFA Władimir Piettaj oraz szereg specjalistów od energetyki jądrowej. W Tu-134 zginęło większość członków kierownictwa spółki EDO "Hydropress", części państwowego koncernu Rossatom. Ponadto na pokładzie było wielu inżynierów i specjalistów z dwóch innych spółek zajmujących się energetyką jądrową, lecieli oni na konferencję, która miała odbyć się w Pietrozawodowsku.
| Kraj              | Pasażerowie | Załoga | Razem |
| ----------------- | ----------- | ------ | ----- |
| Rosja             | 35          | 8      | 43    |
| Stany Zjednoczone | 4           | -      | 4     |
| Ukraina           | 2           | -      | 2     |
| Białoruś          | -           | 1      | 1     |
| Holandia          | 1           | -      | 1     |
| Szwecja           | 1           | -      | 1     |
| Razem:            | 43          | 9      | 52    |

- Źródło:[8].